# 馬歇爾·普拉里
馬歇爾·哈里森·普拉姆利（英語：Marshall Harrison Plumlee，1992年7月14日—），美國籃球運動員。他的胞兄梅森·普拉姆利和邁爾斯·普拉姆利也是籃球運動員。